# 二王山 (富山県)
二王山（におうやま）は富山県下新川郡朝日町にある山。標高784メートル。

## 概要
飛騨山脈北部の黒菱山から西に向かう尾根筋にあって、500メートルほど北側には南保富士（727メートル）がある。古くは南保富士と混同されており、1976年の書籍でもそうした記述が見られる。